# Iso Suojärvi (sjö i Mellersta Finland)
Iso Suojärvi är en sjö i Finland. Den ligger i kommunen Saarijärvi i landskapet Mellersta Finland, i den centrala delen av landet, 300 km norr om huvudstaden Helsingfors. Iso Suojärvi ligger 140,6 meter över havet. Den är 4,4 meter djup. Arean är 2,52 kvadratkilometer och strandlinjen är 13,72 kilometer lång. Sjön  ingår i Kymmene älvs huvudavrinningsområde.   I omgivningarna runt Iso Suojärvi växer i huvudsak blandskog.